# 고대 로마의 정원

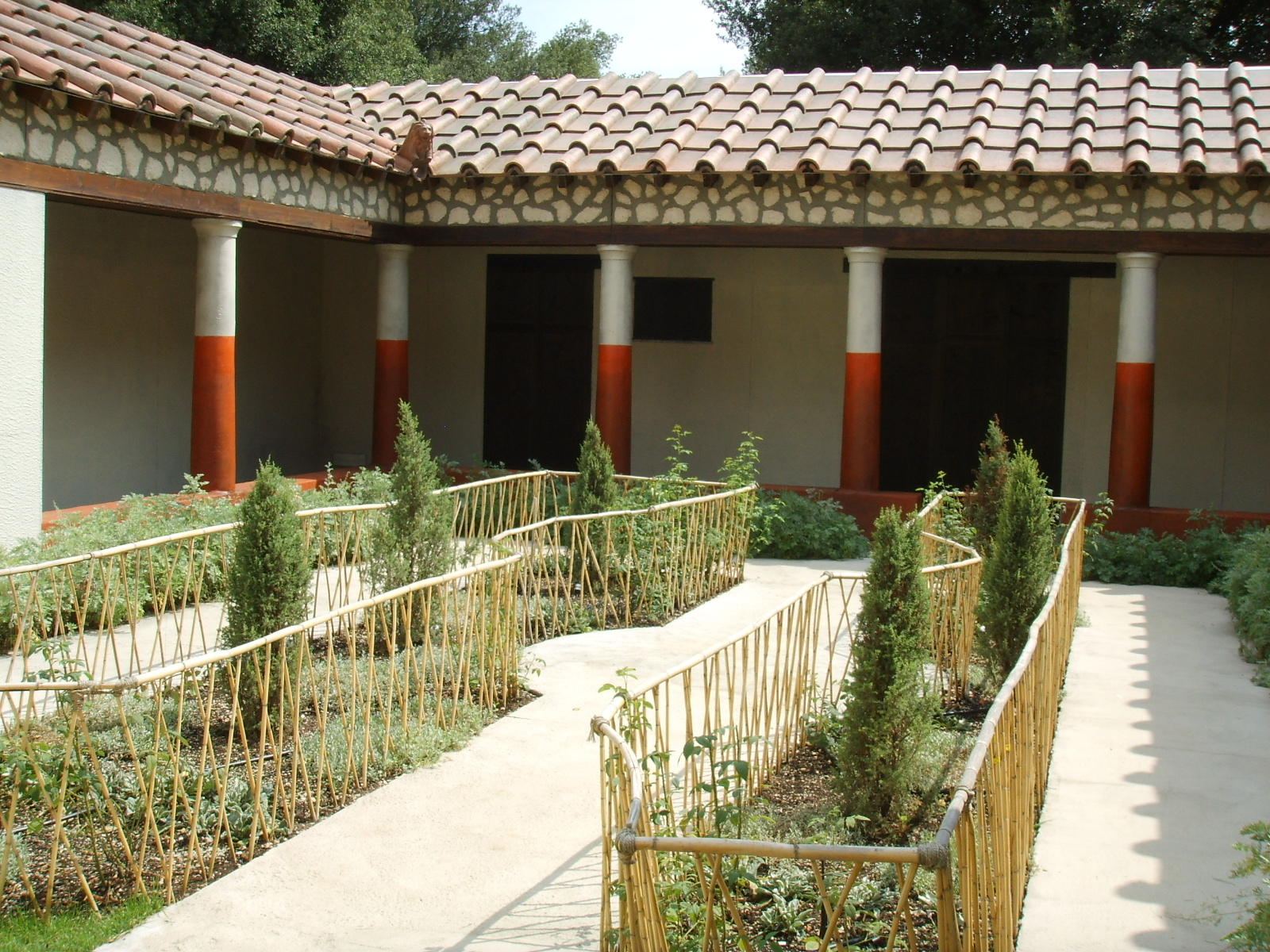
폼페이 '화가의 집'의 정원 (복원)

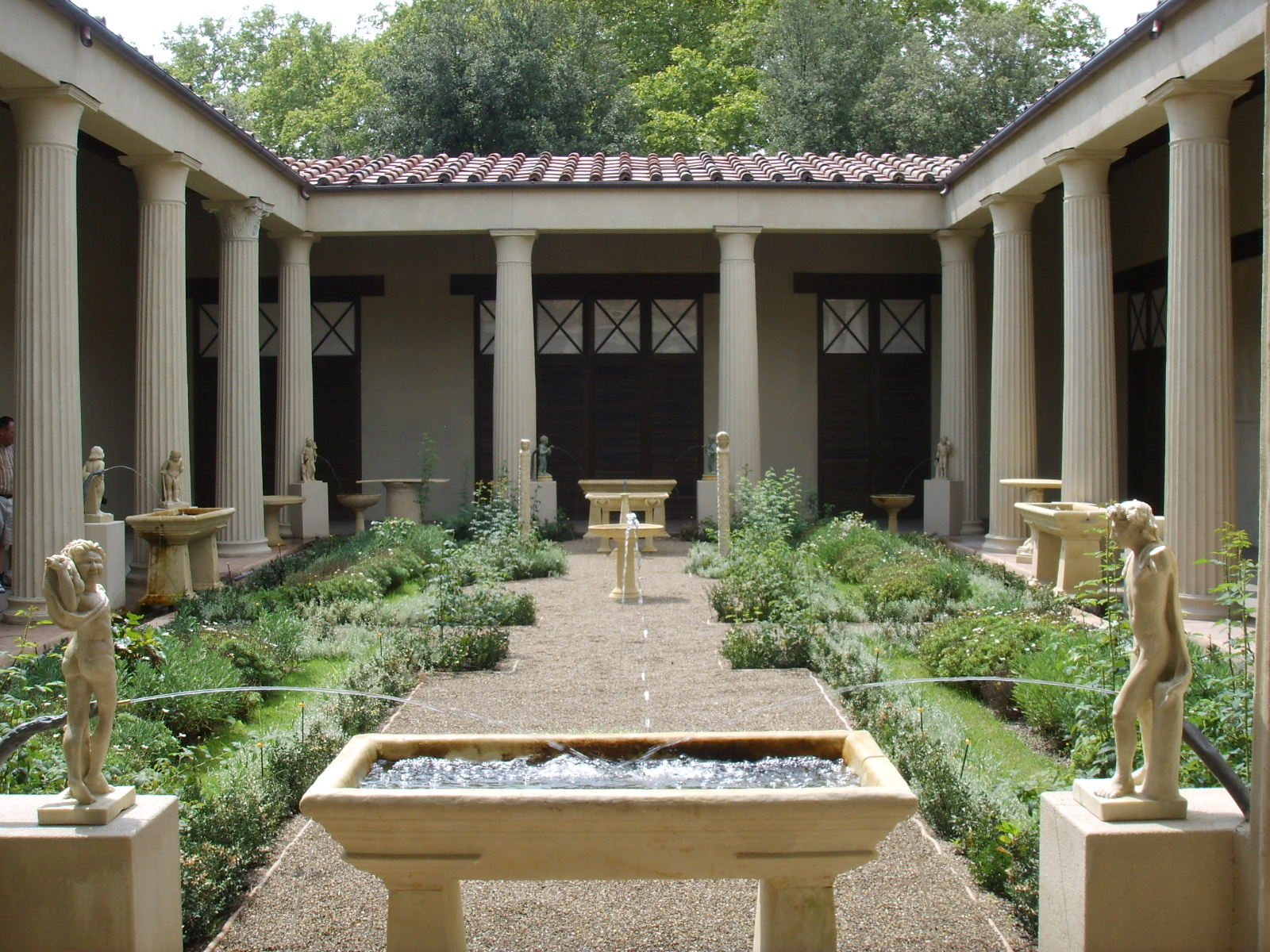
폼페이 '베티의 집'의 정원 (복원)

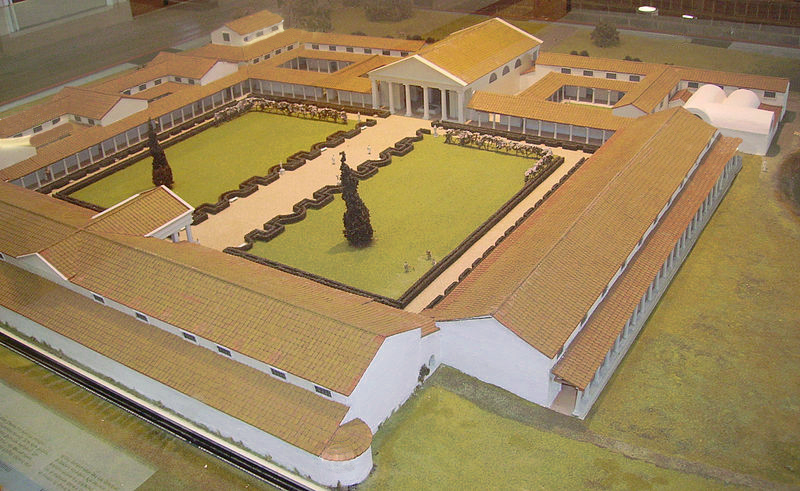
영국 피시본 로마 궁전의 모형. 발굴조사 결과 중앙 정원을 건물로 둘러싸인 형태로 밝혀졌으며, 정원에 식재된 식물도 밝혀낼 수 있었다.

고대 로마의 정원은 기원전 150년경부터 기원후 350년까지 고대 로마 문명에서 발달했던 정원 건축과 원예 기술을 가리킨다.
기원전 60년경 로마의 핀초 언덕에 세워진 루쿨루스 정원 (Horti Lucullani)은 페르시아 정원을 유럽 대륙에 처음 소개한 정원으로 알려져 있다. 루쿨루스 정원은 당대 로마인들에게 평화롭고 조용한 장소이자, 도시 생활에서 벗어날 수 있는 도피처에, 종교적, 상징적 의미로 가득 찬 장소로 여겨졌다. 고대 로마 문화의 발달과 외국 문명의 영향력 확대로 고대 로마의 정원도 그 면모가 다양해졌다.
고대 로마식 정원의 역사와 기능, 건축양식은 발굴 조사와 연구, 문헌자료 조사로 복원되고 있으며 특히 폼페이 유적에서 살아남은 가정집의 벽화와 모자이크로도 널리 조사가 이루어지고 있다.

## 기원
고대 로마식 조원술, 즉 정원 가꾸는 기술은 고대 그리스식 조원술로부터 처음 도입된 이래 고대 이집트와 페르시아의 조원술로부터 영향을 받았다. 고대 페르시아의 정원은 실개천을 주 건축요소로 삼았으며 파사르가다에 등의 유적지가 대표적이다. 고대 그리스의 정원에서도 실개천이 있었는가에 대해선 아직 발굴조사로 드러난 바는 없으나, 학계에서는 로마인들이 그리스인으로부터 실개천을 중심으로 한 정원 축조 기술을 전래받았다고 본다.
고대 로마의 정원에서 찾아볼 수 있는 건축 요소 가운데 정원을 건물로 둘러싸는 구조는 고대 페르시아의 정원에서 유래한 것이다. 고대 페르시아의 정원은 건조한 기후에 맞추어 발달했으며, 기본적으로 폐쇄형을 채택하여 겨울에는 온기를 가두고, 건조한 바람으로부터 보호하며, 황량하고 척박한 페르시아의 지형과는 분리되도록 하였다. 정원에 쓰이는 토양은 비옥한 상태로 구축되었다. 이렇게 발달한 페르시아 정원은 알렉산더 대왕의 서아시아 정복 당시 그리스에서 찾아볼 수 없는 과일과 식물이 전래되는 계기를 제공하였으며, 그리스 내에서 원예에 대한 새로운 관심을 불러일으켰다.
한편 정갈한 모양으로 가꾼 정형식 정원이라는 개념은 이미 기원전 2800년경 고대 이집트에서 등장하였다. 이집트 제18왕조 시대에 부유층의 저택을 아름답게 가꾸기 위한 조원술이 발달하였던 것이다. 고대 로마 정원의 주랑현관 (포르티코) 역시 저택 내외부를 연결하고 야외 생활공간을 형성하게 만든 건축요소인데, 이 역시 그리스에서 전래된 것으로, 헬레니즘 시대 이전 고대 아테네의 키몬은 자신의 정원 벽을 허물고 정원을 열린 공간으로 만들었다고 전해진다.
고대 로마의 열락정원 (pleasure garden) 문화 역시 그리스의 정원 문화를 채택한 것이지만 세부적으로는 차이가 있다. 그리스의 정원도 과일을 수확하기 위한 목적이 있었으나 한편으로 신전의 '신성한 숲'으로 보고 조성하였기 때문에 주택형 정원이 보편화되지 못했다. 고대 로마에서 찾아볼 수 있었던 페리스타일이라 하는 개방형 중앙정원은 주택의 실내가 외부와 통하도록 설계되었는데, 당대 아테네에서는 이러한 양식의 정원은 찾아볼 수 없었고, 오히려 그런 전통이 덜했던 스파르타, 코린트, 파트라스 등의 도시에서 로마식 페리스타일 실내정원을 받아들여, 신성림을 아름답게 가꾸고 열락 공간을 조성하였다.

## 용도
고대 로마의 정원은 다양한 활동이 이루어지는 공간으로 조성되었다. 초창기에는 작물을 기르는 공간으로 인식되었다. 하류층의 정원은 일종의 부엌 정원 (텃밭)으로서 가족들을 먹여살릴 식량 공급원으로 활용되었으며, 허브나 야채를 주로 재배하였다. 고대 라티움 지역에서는 농장이라면 정원을 하나씩 갖추고 있었다. 대 카토의 저서 <농업에 관하여> (De agri cultura)에서도 정원을 농업이 이뤄지는 공간으로 보고 "모든 정원은 집에서 가까워야 하며, 화단과 관상용 수목을 기르고 있어야 한다"고 소개했다.
이후 고대 이집트, 페르시아, 그리스의 정원 문화가 전래되어 고대 로마의 정원 문화로 흡수, 단순 유희를 위한 공간으로서의 인식도 생겨났다. 별장이나 궁전 내에 열락정원이 지어지고, 오락이나 운동을 위한 개방형 공원, 정원도 생겨났다. 다만 부유층 전용으로 정원 공간을 특별히 마련한다던가 하는 일은 없었으며, 한 시민으로서 본인 소유의 토지나 주택의 확보가 우선시되었던 것으로 보인다. 폼페이 발굴 당시 주거지에 딸린 정원이 일반 시민의 거주공간 제약을 상쇄하기 위해 그 규모를 축소시켰다는 사실이 밝혀지기도 했다.
로마 공화정 말기 시인이었던 호라티우스는 화원 (花園)이 국가적인 사치품에 등극했다고 기록하였다. 초대 황제인 아우구스투스는 로마의 오피우스 언덕에 공공 정원인 '포르티쿠스 리비아이' (Porticus Liviae)를 조성하였다. 로마 외 도시에서는 대체로 부유한 지역일수록 정원이 많이 조성되는 경향이 있었다. 아프리카, 갈리아, 브리타니아의 각 로마인 도시에서는 기존의 로마식 정원을 현지에 맞게 변형한 정원이 들어섰다.

## 조성 여건
고대 로마의 정원은 다음과 같은 건물에 조성되었다.

### 도무스 (연립주택)
도무스 (Domus)는 독자직립형 주거 건물로, 일상활동을 위한 실내공간 여러 개와 더불어 빗물을 모으고 주변 지역을 밝히기 위한 아트리움이 딸려 있는 단층 건물이었다. 이 도무스의 뒷편에 '호르투스' (Hortus, 정원)나 '페리스틸리움' (Peristylium, 개방형 안뜰)을 두었다. 시내에서 흔히 볼 수 있는 주거형태로서 폼페이 성내 시가지 유적이 유명하다.

### 빌라 (별장)

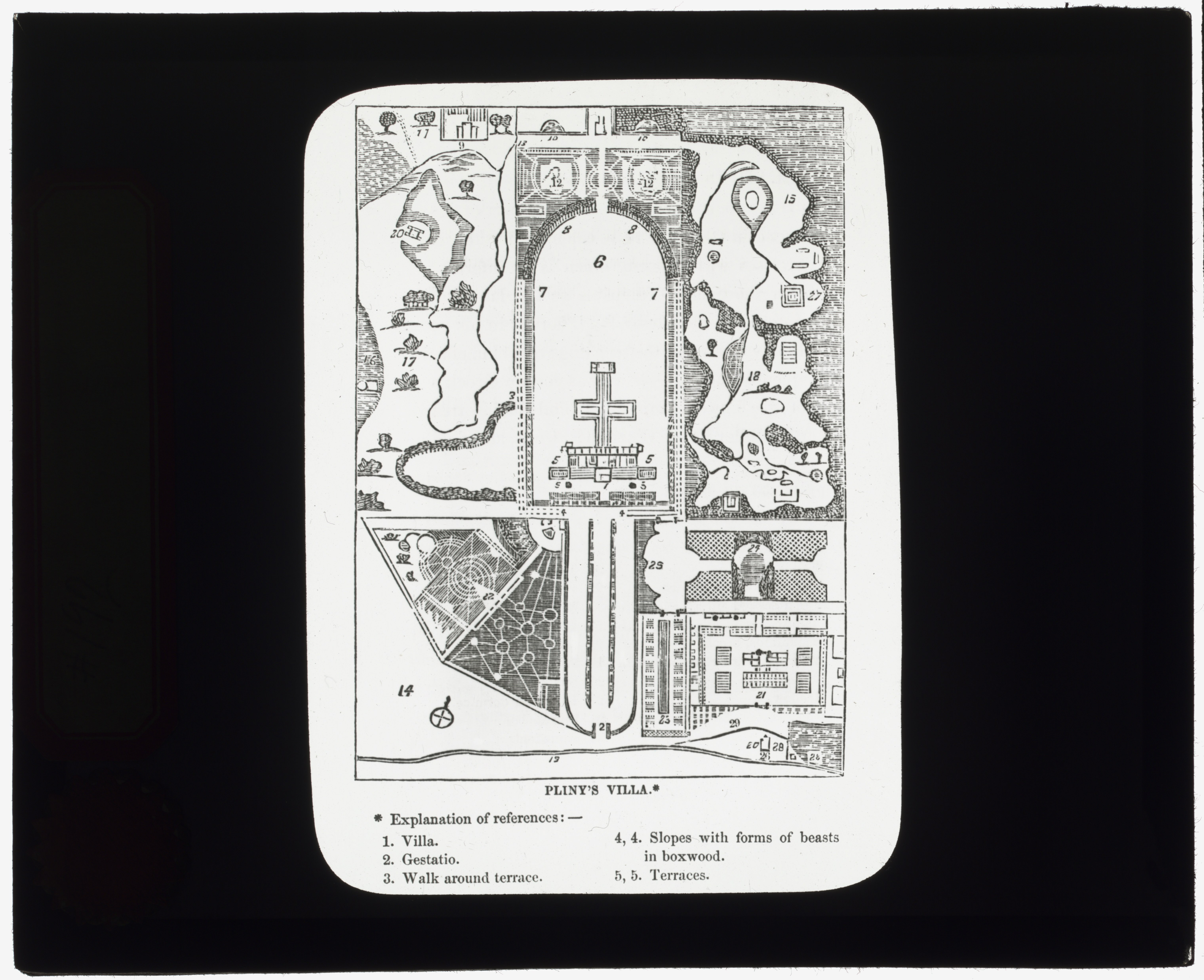
소 플리니우스의 편지에 언급된 라우렌툼의 해안 별장을 재현한 그림

빌라 (Villa)는 도시에서 접근할 수 있는 부유층을 위한 시골 저택로, 도시 생활로부터 벗어나는 휴양지 역할을 하였다. 빌라와 정원의 유형은 어디에 지어지느냐에 따라 구분되었는데, 해안 빌라, 교외 빌라, 시골 빌라가 가장 흔했다. 대표적인 사례로 소 플리니우스가 편지에서 묘사했던 라우렌툼의 해안 별장이 있다. 빌라의 정원은 화려하게 장식되었으며, 김나시움 (gymnasium)이라 부르는 개인용 운동 공간과 사냥 놀이를 위한 대형 야외 공간을 두기도 했다.

### 빌라 루스티카
빌라 루스티카 (Villa Rustica)는 시골에 자리한 빌라로서 주로 대규모 농업 시설이 집중된 곳에 건설되었다. 빌라 루스티카의 정원은 대규모 식재가 이뤄졌으며, 가공용 장비가 함께 출토되는 경우가 많아 이곳의 수확물을 내다 팔았음을 시사하고 있다. 이러한 용도의 정원은 관개, 접목, 수분 등 복잡한 기술을 동원하기도 하였다. 대표적인 사례로는 헤르쿨라네움의 빌라 보스코레알레 (Villa Boscoreale)가 있는데, 발굴조사 당시 이곳에서 재배되었던 식물군을 확인하기 위해 꽃가루 분석 작업이 대대적으로 실시되기도 하였다.

### 황실 정원
황실 정원은 황가 전용으로 지어진 정원으로서 매우 크고 화려했으며, 다양한 곳에 지어질 수 있었다. 도시에 지어지는 궁전형 정원은 특정 가문에서 가문으로 권력 이양이 이뤄질 때마다 재공사가 이뤄지기 일쑤였다. 반대로 빌라형 황실 정원은 시골 빌라와 거의 비슷하되 조금 더 가꾸어진 모습이었다.

### 비주거형 정원
비주거형 정원이란 공공의 목적으로 조성·관리되거나 소유자가 사망한 후 일반 시민에게 바친 정원을 말한다. 사원 내 정원이나 신성림 (특정 신을 기리기 위해 심어진 나무, 공원 등이 어우러진 공간)이 해당된다. 비주거형 정원은 '에우에르게테스주의'라 불리는, 오늘날로 치면 노블레스 오블리주에 해당되는 관행을 따라 특권층이 건설을 주도하여 대중에 헌정하였으며, 극장이나 목욕탕 같은 공공시설이나 기념시설의 부속 정원으로서 조성되었다. 이밖에 농산물이나 원예 재배를 전문으로 하는 상업용 정원도 비주거형 정원에 속한다.

## 설계
고대 로마의 정원은 폐쇄형 정원과 개방형 정원의 두 가지 유형으로 나뉜다. 다만 정원이라면 기본요소를 동일하게 갖추고 있는 것이 일반적이었다. 여기에 정원의 형식, 기능, 유형에 따라 건축요소를 더 추가하거나, 장식을 덧붙이거나, 생략하였다.

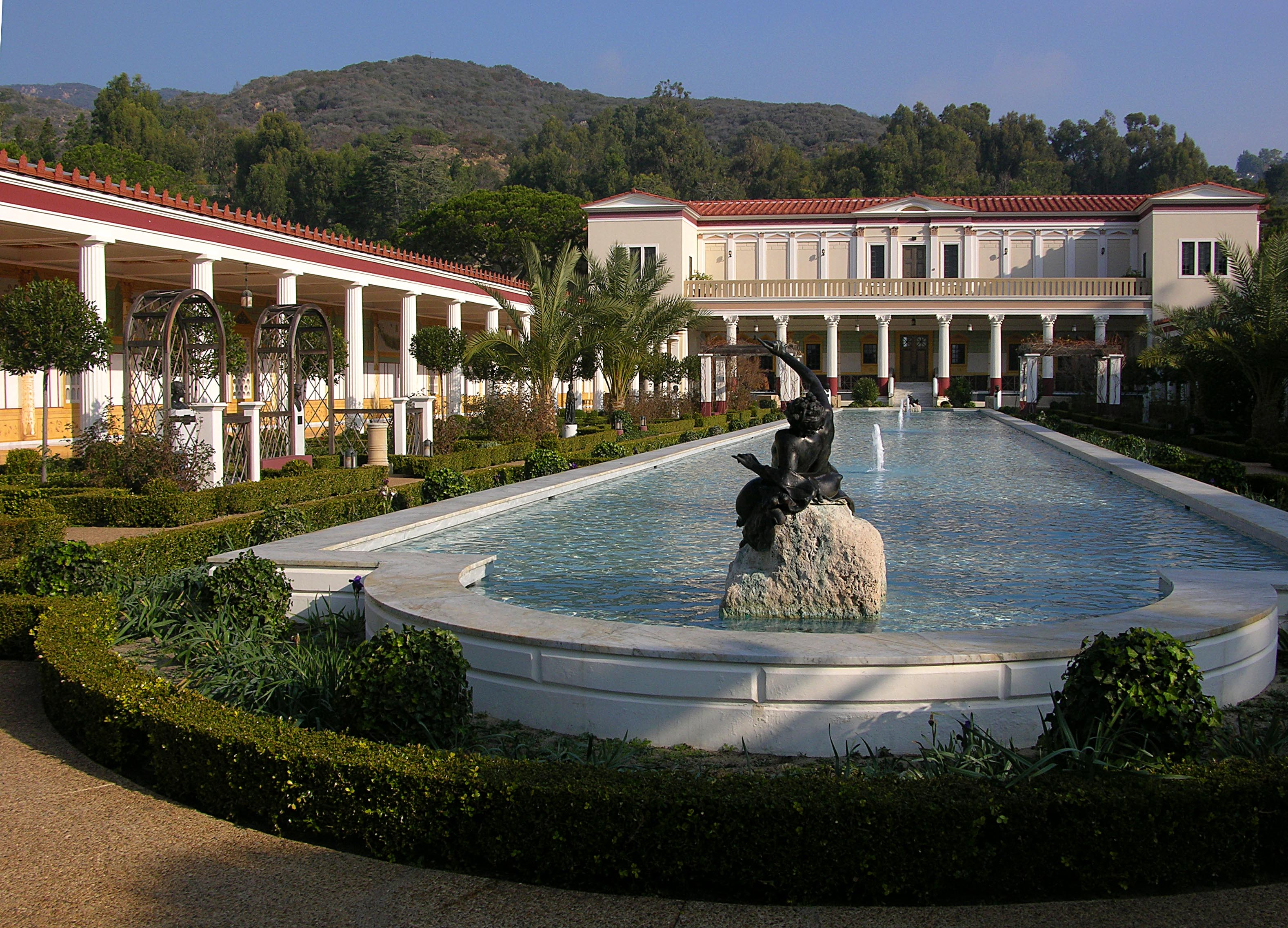
미국 캘리포니아주 말리부의 게티 빌라는 빌라 드 파피리를 재현한 로마식 정원으로 유명하다. 분수, 퍼걸러, 페리스타일 등 로마 정원의 양식을 그대로 따랐다.

고대 로마의 열락정원은 건설주의 취향에 따라 다양한 설계요소를 아울렀다. 열락정원마다 갖추고 있는 기본적인 공통 요소로는 입구의 파티오, 테라스, 과수원과 포도원, 분수와 도랑, 주방정원 (텃밭형 정원), 퍼걸러, 라레스, 님파이움, 기타 동상 같은 고유의 정원 장식 등이 있었다.
- 파티오 (Patio) - 야외 정원용 가구, 수분이나 분수로 장식되며, 산책로의 시작점으로서 정원의 모든 장식을 살펴 볼 수 있는 지점이었다.

- 페리스타일 (Peristyle) - '페리' (peri)는 '주변'을, '스타일' (style)은 '기둥'을 뜻하는 그리스어 단어에서 유래한 용어로, 주랑현관 (포르티코)를 지지하는 회랑으로 둘러싸인 개방형 안뜰을 말한다.

- 테라스 - 구릉지형에 조성되어 평평한 정원 설계가 어려울 때 채택된 방식이다. 계단층으로 구성되어 있으며 다른 층과 대조되어 보이도록 설계되었다.[21]

- 크시스투스 (xystus) - 정원 산책로 내지는 테라스를 말하는 것으로 로마식 정원에서 빼놓을 수 없는 요소였다. 저층부 정원이나 주보랑을 굽어보는 경우가 많았으며, 다양한 종류의 꽃과 나무, 초목으로 테두리를 둘러쌌으며 식사나 대화, 여가 활동 후 여유롭게 산책하기에 이상적인 장소였다.

- 게스타티온 (gestation) - 집주인이 말을 타거나 노예의 운반로로 사용되는 그늘진 길을 말한다. 주보랑을 둘러싼 공간으로 짓거나, 별도의 타원형 공간으로 설계하는 경우가 일반적이었다.

정원 내부에는 길이나 산책로가 가로지르도록 하였으며 무른 돌, 자갈, 모래, 흙을 활용하였다. 이와 더불어 정원 곳곳에 조각상부터 프레스코화, 해시계에 이르기까지 수많은 장식물을 전시해 두었다. 이를 통해 자연 풍경을 묘사하거나, 신이나 저승의 생물을 기리는 성소 (에디큘라)를 의도하였다.
이밖에 엄연히 실내 공간에 해당됐던 아트리움도 빗물을 모으는 웅덩이 (임플루비움)을 두었다는 점에서 일종의 수경 요소로 보고 정원으로 여겼다.
정원의 벽은 미적 가치와 실용적 가치를 모두 갖고 있었다. 미적인 면에서는 부조와 벽화, 장식 등으로 꾸며지면서 정원의 분위기를 한껏 살리는 용도였다. 실용적인 면에서는 기물 파손과 도난을 방지하기 위해 도자기 조각을 박아두는 경우가 있었는데, 폼페이의 상업용 정원 유적 등이 대표적인 사례이다.

## 원예
고대 로마의 정원에서 재배되는 식물은 꽃 피는 식물부터 일상적인 요리와 약재로 쓰이는 허브와 야채, 나무에 이르기까지 그 종류가 다양했다. 고대 로마 정원에 어떤 식물이 심어졌는가는 당대 문헌이나 정원을 묘사한 벽화, 유적에서 채취된 꽃가루와 뿌리구멍을 조사하여 확인할 수 있다.
로마인들은 현지 식물과 수입 식물을 모두 재배했다. 로마 가정에서 흔히 찾아볼 수 있는 가장 인기 있는 식물로는 소나무, 장미, 편백나무, 로즈마리, 로즈마리, 뽕나무 등이 꼽힌다. 장식용 식물로는 난쟁이나무, 큰나무, 금잔화, 히아신스, 수선화, 제비꽃, 사프란, 계수나무, 백리향도 심었다. 식재되는 식물 종 자체는 정원의 목적, 위치, 규모에 따라 달라지는 경우가 많았으나, 그 순서는 크기순을 따르는 것이 일반적으로, 작은 식물은 화단 앞쪽에, 큰 식물은 화단 뒷쪽에 심었다.

### 꽃
고대 로마의 정원에는 다양한 꽃이 심어졌다. 지금까지 정원 유적에서 발견된 꽃가루의 종으로는 장미, 제비꽃, 제라늄, 미나리아재비 등이 있었으며, 정원을 묘사한 프레스코화에서는 백합, 붓꽃, 데이지, 그외 일반 꽃이 소재로 등장하고 있다. 폼페이의 헤라클레스 정원처럼 대규모 상업용 화원도 발굴된 바 있다. 꽃이나 파슬리 등의 식물은 관상용으로 심는 경우가 많았으며, 실용적인 면에서는 향수나 의식용 화환으로 쓰였다.

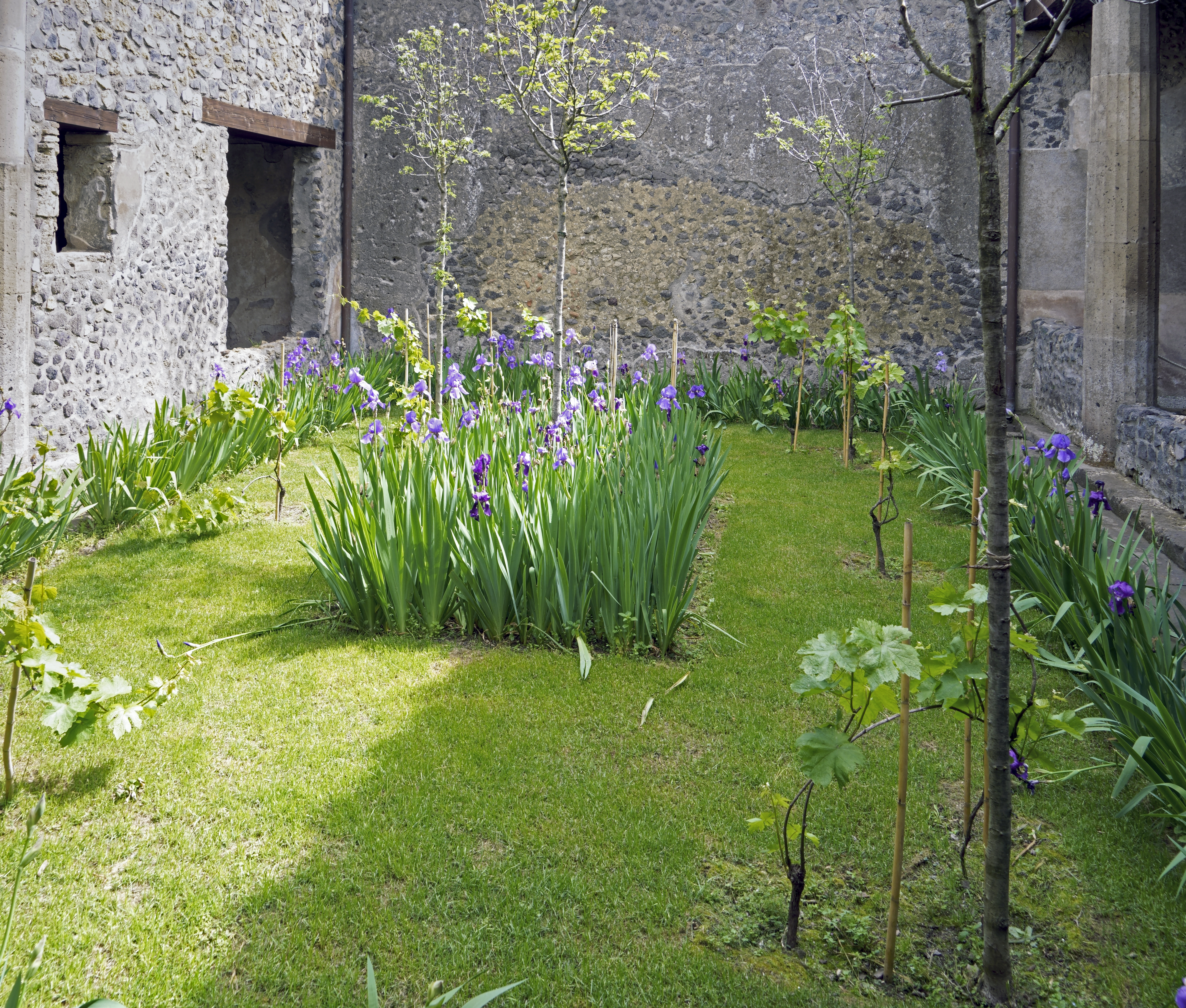
폼페이 카사 델라 나베 에우로파(Casa della Nave Europa)에 복원된 소형 정원. 나무, 꽃, 기타 식물을 옮겨 심어와 복원하였다.

### 나무
나무는 그늘을 만들고 포도나무를 지지하는 데 쓰였으며, 과일나무를 심어 열매를 수확하기도 하였다. 규모를 갖춘 정원이라면 아예 제대로 된 과수원을 조성하기도 하였으며, 반대로 단순한 정원이라면 다른 식물 사이에 나무를 식재해 놓는 식이었다. 고대 로마의 정원에 심었던 나무 품종으로는 올리브나무, 밤나무, 사이프러스나무, 소나무, 아몬드나무, 뽕나무, 수입 오렌지나무 등이 꼽힌다. 대 플리니우스는 <박물지>에서 다양한 신을 기리기 위해 고유한 나무를 심었다고 기록하고 있다.

### 허브
고대 로마의 텃밭형 정원은 요리와 약용 목적으로 허브를 재배하는 것이 일반적이었으며, 마늘, 바질, 고수, 딜, 파슬리, 로즈마리, 양파, 겨자 등을 심었다. 허브는 로마제국 그 어디서든 널리 길러졌으며 변방 지역이었던 브리튼섬에서도 그 흔적이 발견되고 있다.

### 덩굴 식물
덩굴 식물은 테라코타 화분에 심은 다음, 장식과 그늘을 위해 정원 건물을 따라 자라도록 하였다. 가장 자주 심었던 덩굴식물은 포도나무였으며 정원마다 포도가 열리는 경우가 많았다. 상술한 빌라 루스티카, 즉 시골의 농장형 정원인 경우에는 포도를 와인으로 가공하는 장비를 추가로 두기도 하였다. 포도나무 외에도 콩나무와 꽃 피우는 덩굴식물류도 찾아볼 수 있었다. 여기에 따로 심지는 않지만 이 지역에 자생하는 담쟁이덩굴도 정원 풍경을 장식하였다.

## 후대의 영향
고대 로마 정원의 건축 요소는 로마 제국의 드넓은 영토를 따라 퍼져, 그 지역 내에 영향을 주고 받기가 동시에 이루어졌다. 정원의 설계를 새로운 환경의 기후에 맞게 변형하는 것이 일반적이었던 것이다
후대에 이르러 로마식 정원의 전통은 동로마 제국의 조원술이 이어받았다. 동로마 제국이 멸망한 이후에는 이탈리아 정원이 그 명맥을 이어나가 르네상스, 바로크, 신고전주의, 20세기에 이르기까지 발달해 왔다. 오늘날 이탈리아의 원예 도구와 조성기술은 고대 로마의 것과 몹시 유사하다. 현대 이탈리아 정원도 다양한 식물을 심고 테라코타 화분을 활용하는 것이 특징이다.

## 같이 보기
- 고대 이집트의 정원
- 자르디노 알리탈리아나
- 고대 로마의 농업

## 관련 문헌
- Ciarallo, Annamaria. Gardens of Pompeii. Los Angeles: J. Paul Getty Museum, 2001.
- Gagarin, Michael, and Elaine Fantham. "Gardens." The Oxford Encyclopedia of Ancient Greece and Rome. Vol. 7. Oxford: Oxford UP, 2010. 271–76. Print.
- Giesecke, Annette and Naomi Jacobs. Earth Perfect? : Nature, Utopia and the Garden. London: Black Dog Pub., 2012.
- Henderson, John (2004). 《Roman Book of Gardening》. New York: Routlage.
- Jashemski, Wilhelmina F.; Kathryn L. Gleason; Kim J. Hartswick; Amina-Aïcha Malek, 편집. (2018). 《Gardens of the Roman Empire》. Cambridge: Cambridge University Press. ISBN 9780521821612. OCLC 1029851777.
- Jones, F. M. A. "Roman Gardens, Imagination, and Cognitive Structure." Mnemosyne, vol. 67, no. 5, Dec. 2014, pp. 781–812.
- MacDougall, Elisabeth Blair; Wilhelmina F. Jashemski, 편집. (1981). 《Ancient Roman Gardens (Dumbarton Oaks Colloquium on the History of Landscape Architecture, VII)》. Washington, DC: Dumbarton Oaks Research Library and Collection.
- MacDougall, Elisabeth B. Ancient Roman Villa Gardens. Washington, D.C.: Dumbarton Oaks Research Library and Collection, 1987. 200-06. Print.
- Spencer, Diana. Roman Landscape: Culture and Identity. Cambridge, UK: Cambridge Univ. Press, 2010.
- von Stackelberg, Katharine T.  The Roman Garden: Space, Sense, and Society. London: Routledge, 2009.
- Turner, Tom, and Marie Luise Schroeter Gothein. "Ancient Rome." Garden History Reference Encyclopedia. London: Gardenvisit. Com, 2004. N. pag. Print.